# Arturo Brizio Carter
Arturo Brizio Carter (Città del Messico, 9 marzo 1956) è un ex arbitro di calcio messicano.

## Biografia
Nominato internazionale nel 1985 a soli 29 anni, diventa ben presto uno dei migliori prodotti della rinomata scuola arbitrale messicana, all'altezza di "mostri sacri" quali Arturo Yamasaki, Diego De Leo, Alfonso González Archundia, Edgardo Codesal Méndez, Felipe Ramos Rizo e Benito Archundia.
Di professione avvocato, debutta sui palcoscenici più importanti nel 1987 ai mondiali di calcio FIFA under 17 in Canada, e dopo aver diretto nel 1989 ai mondiali under 20 in Arabia Saudita e nel 1991 la finale della Gold Cup tra Stati Uniti e Honduras, nel 1992 arbitra alle Olimpiadi di Barcellona, dove gli viene assegnata la semifinale tra Spagna e Ghana. Nel 1994 dirige a Chicago la partita inaugurale del campionato del mondo 1994 Germania-Bolivia e, subito dopo, gli toccano Brasile-Camerun e l'ottavo di finale di Nigeria-Italia; nel secondo tempo di questa partita, l'arbitro messicano espelle Gianfranco Zola per un fallo mai commesso. In seguito a questa prestazione negativa e su sollecitazione della FIGC, Brizio Carter non arbitrerà ulteriori partite durante il mondiale statunitense.
L'anno successivo, Brizio Carter è protagonista della finale di Copa América 1995 a Montevideo tra Uruguay e Brasile (ha arbitrato anche nell'edizione del 1993). Venne selezionato per la seconda volta consecutiva per il Campionato mondiale di calcio 1998 in Francia, dove gli vengono affidate Francia-Arabia Saudita, durante la quale espelle il transalpino Zinédine Zidane per un fallo di reazione, Colombia-Inghilterra e il quarto di finale Paesi Bassi-Argentina.
Pochi mesi dopo termina la carriera sui campi e si mette subito a disposizione della propria federazione in veste di dirigente, ricoprendo poi incarichi anche per conto della FIFA.